# Joseph Guy Ropartz
Joseph Guy Marie Ropartz (* 15. Juni 1864 in Guingamp (Côtes-d’Armor, Bretagne); † 22. November 1955 in Lanloup (Côtes-d’Armor)) war ein französischer Komponist und Dirigent.

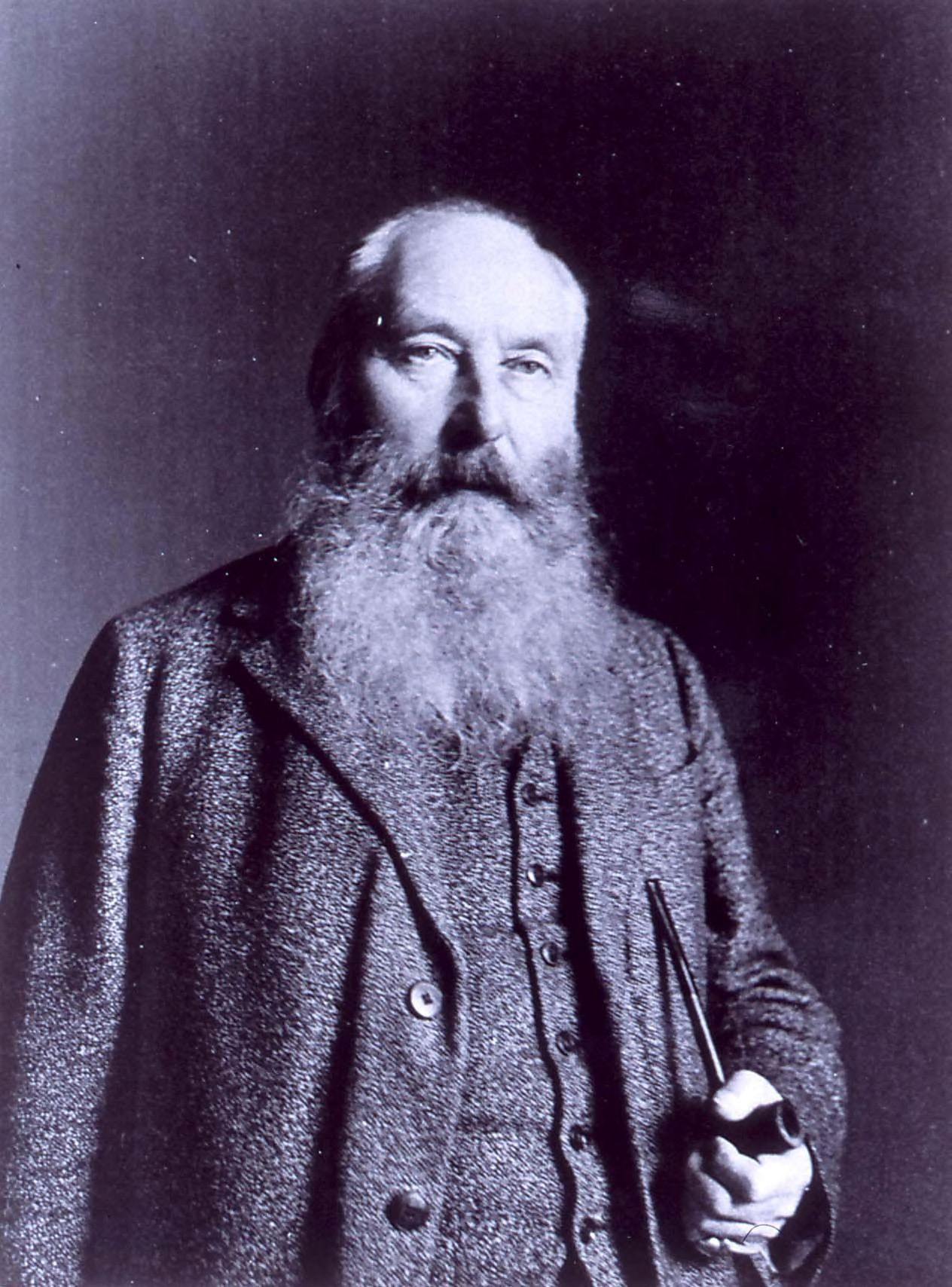
Joseph Guy Ropartz

## Leben
Ropartz war Sohn eines bekannten Rechtsanwalts und erhielt 1885 seine eigene Zulassung. Im selben Jahr wurde er zum Studium am Pariser Konservatorium zugelassen und wurde Schüler in der Klasse von Jules Massenet (Komposition) und Théodore Dubois (Harmonielehre). Ab 1886 trat er im Konservatorium in engen künstlerischen Austausch mit Vincent d’Indy und César Franck. Daneben schrieb Ropartz Gedichte, die von seiner bretonischen Herkunft geprägt sind. Mit 30 Jahren wurde er zum Direktor des Musikkonservatoriums und zum Chefdirigenten in Nancy ernannt. Durch Ropartz erlangte Nancy in der Musikkultur eine hohe künstlerische Anerkennung. Ab 1919 wurde er dann Direktor des Straßburger Konservatoriums und importierte hier französische Tradition in eine bislang unter deutschem Einfluss stehende Schule. Zu seinen Schülern zählte auch der gebürtige Straßburger Charles Münch. 1929 gab er sein Abschiedskonzert und zog sich dann nach Lanloup in seiner bretonischen Heimat zurück, wo er 1955 verstarb.
Politisch engagierte Ropartz sich ab 1898 in der bürgerlich-konservativen Union régionaliste bretonne (URB), die für eine stärkere wirtschaftliche und kulturelle Unabhängigkeit der Bretagne von Paris eintrat. 1949 wurde er als Nachfolger von Georges Hüe in die Académie des Beaux-Arts gewählt.

## Werk
Ropartz schrieb unter anderem eine Oper (Le Pays), 5 Sinfonien, Kammermusik in unterschiedlicher Besetzung sowie Vokalwerke, etwa einen Psalm 136, einige Orgelwerke, sowie ein Requiem, das vielfach als sein Meisterwerk gilt.